# Hydraethiops
Genre
Hydraethiops est un genre de serpents de la famille des Natricidae. 

## Répartition
Les espèces de ce genre se rencontrent dans le centre de l'Afrique.

## Liste d'espèces
Selon The Reptile Database (23 janv. 2012) :
- Hydraethiops laevis Boulenger, 1904
- Hydraethiops melanogaster Günther, 1872

## Publication originale
- Günther, 1872 : Seventh account of new species of snakes in the collection of the British Museum. Annals and Magazine of Natural History, sér. 4, vol. 9, p. 13-37 (texte intégral).